# Callitula yasudai
Callitula yasudai är en stekelart som beskrevs av Kamijo 1981. Callitula yasudai ingår i släktet Callitula och familjen puppglanssteklar. Inga underarter finns listade.